# Snow Lake Shores
Snow Lake Shores es un pueblo del Condado de Benton, Misisipi, Estados Unidos. Según el censo de 2000 tenía una población de 300 habitantes y una densidad de población de 170.3 hab/km².

## Demografía
Según el censo de 2000, había 300 personas, 147 hogares y 105 familias residiendo en la localidad. La densidad de población era de 170,3 hab./km². Había 297 viviendas con una densidad media de 168,6 viviendas/km². El 97,00% de los habitantes eran blancos, el 2,00% afroamericanos, el 0,67% de otras razas y el 0,33% pertenecía a dos o más razas. El 1,33% de la población eran hispanos o latinos de cualquier raza.
Según el censo, de los 147 hogares en el 12,2% había menores de 18 años, el 65,3% pertenecía a parejas casadas, el 6,1% tenía a una mujer como cabeza de familia y el 27,9% no eran familias. El 24,5% de los hogares estaba compuesto por un único individuo y el 8,8% pertenecía a alguien mayor de 65 años viviendo solo. El tamaño promedio de los hogares era de 2,04 personas y el de las familias de 2,39.
La población estaba distribuida en un 10,0% de habitantes menores de 18 años, un 2,3% entre 18 y 24 años, un 19,7% de 25 a 44, un 40,3% de 45 a 64 y un 27,7% de 65 años o mayores. La media de edad era 55 años. Por cada 100 mujeres había 96,1 hombres. Por cada 100 mujeres de 18 años o más, había 97,1 hombres.
Los ingresos medios por hogar en la localidad eran de 30.625 dólares ($) y los ingresos medios por familia eran 33.750 $. Los hombres tenían unos ingresos medios de 28.250 $ frente a los 20.556 $ para las mujeres. La renta per cápita para la ciudad era de 19.603 $. El 6,1% de la población y el 6,8% de las familias estaban por debajo del umbral de pobreza. El 19,2% de los menores de 18 años vivían por debajo del umbral de pobreza.

## Geografía
Según la Oficina del Censo de los Estados Unidos, Snow Lake Shores tiene un área total de 2,2 km² de los cuales 1,8 km² corresponden a tierra firme y 0,4 km² a agua. El porcentaje total de superficie con agua es 20,00%.